# 2005年尼泊爾政變
尼泊爾王國於2005年2月1日發生政變，執政黨尼泊爾大會黨的民選成員被尼泊爾國王賈南德拉廢黜。議會於2006年恢復，當時國王同意在2006年革命後放棄絕對權力。政變遭到印度、英國和美國的譴責。

## 背景
在1960年馬亨德拉國王領導的尼泊爾政變之後，尼泊爾政府是絕對君主制國家，直到1991年比蘭德拉國王統治期間成為君主立憲制國家。賈南德拉國王在尼泊爾王室大屠殺後上臺，包括比蘭德拉國王、艾西瓦婭王后和王儲迪彭德拉在內的十名王室成員被殺。賈南德拉從2002年開始已解散三屆政府。由尼泊爾共產黨領導的尼泊爾內戰仍在繼續，超過11,000人死亡。尼泊爾從2002年開始就沒有議會。賈南德拉的聲望下降了。

## 政變
2月1日，賈南德拉國王宣佈進入緊急狀態並解散尼泊爾議會。國會議員被軟禁，“關鍵的憲法權利被暫停，士兵強制執行完全的審查制度，通訊被切斷”。
政變被印度、美國與英國譴責，國王的統治持續了一年多，直到2006年4月24日，國王同意放棄絕對權力，恢復被解散的眾議院(2006年尼泊爾革命)，